# Petru Groza
Petru Groza (7 de diciembre de 1884 - 7 de enero de 1958), político rumano, conocido principalmente por ser el primer ministro de un gobierno dominado por el Partido Comunista Rumano tras la Segunda Guerra Mundial, bajo la ocupación soviética.
Seglar notable de la Iglesia ortodoxa de Rumania, Groza se convirtió en una figura conocida al final de la Primera Guerra Mundial como miembro destacado del Partido Nacional Rumano (PNR) y miembro del Directorio Transilvano que tomó el poder en la provincia tras la derrota austrohúngara. En 1933, fundó una organización agraria de izquierdas, el Frente de Labradores (Frontul Plugarilor). Las ideas de izquierda de Groza le hicieron ganarse el apodo del «burgués rojo».
Groza fue nombrado primer ministro en 1945 cuando Nicolae Rădescu, destacado general rumano que asumió el gobierno brevemente tras la Segunda Guerra Mundial, se vio obligado a dimitir por el vicecomisario soviético de asuntos exteriores, Andréi Vyshinski. Durante su mandato, que duró hasta 1952, el rey de Rumania, Miguel I, fue obligado a abdicar al proclamarse oficialmente la República Popular. A pesar de que su autoridad y poder como primer ministro se vio en ocasiones mermado por el apoyo e interferencia de la Unión Soviética, Groza logró presidir la consolidación del régimen comunista en Rumania antes de ser finalmente sustituido al frente del gobierno por el comunista Gheorghe Gheorghiu-Dej en 1952.

## Primeros años y los años veinte
Hijo de una pareja acaudalada de Băcia, pueblo cercano a Deva en Transilvania (entonces parte del Imperio austrohúngaro), Groza dispuso de oportunidades en su juventud y a comienzos de su carrera profesional para establecer útiles contactos y adquirir cierta fama que más tarde le resultaría fundamental en su carrera política. Después de graduarse en la universidad de la Iglesia reformada en Orăștie, comenzó su formación en Derecho en Hungría, en la Universidad de Budapest antes de asistir tanto a la Universidad de Leipzig como a la de Berlín.
En vísperas de la Primera Guerra Mundial Groza había terminado ya sus estudios y había regresado a Deva para trabajar como abogado. En 1918, finalizada la guerra, saltó a la escena política como miembro del Partido Nacional Rumano (PNR) y obtuvo un puesto en el Directorio Transilvano, formado por los políticos rumanos austrohúngaros que habían votado a favor de la unión con Rumania. Mantuvo su despacho los dos años siguientes.
A lo largo de este período Groza estableció una serie de contactos políticos mientras trabajaba en diversas organizaciones políticas y religiosas de Transilvania. De 1919 a 1927, por ejemplo, Groza consiguió un puesto como diputado en el Congreso y Sínodo de la Iglesia ortodoxa rumana. En la década de 1920, Groza, que había dejado el PNR tras un conflicto con Iuliu Maniu y se había unido al Partido Popular, desempeñó los cargos de ministro de Transilvania y ministro de obras públicas y comunicaciones en el gabinete de Alexandru Averescu. Fue ministro con Averescu tanto en 1920 como en 1926.
Asimismo durante esta época Groza logró amasar una fortuna personal como rico terrateniente, y forjarse una notable reputación como destacado seglar de la Iglesia ortodoxa de Rumania,  posición que más tarde sería de gran valor al Partido Comunista Rumano (PCR), que hacía campaña para ganarse el apoyo de los cristianos ortodoxos orientales, el grupo religioso más numeroso en 1945.

## Los años treinta, la guerra mundial y los primeros gobiernos de posguerra
A pesar de que se retiró temporalmente de la vida pública en 1928 tras el desempeño de varios cargos políticos, Groza reapareció en la escena política en 1933, fundando una organización política de base agraria, el Frente de Labradores.
El movimiento comenzó como una organización que se preocupaba por los crecientes niveles de deuda contraída por los campesinos rumanos durante la Gran Depresión y que criticaba la incapacidad del Partido Nacional Campesino para ofrecer ayuda a los más marginados de la clase campesina. Durante la época de los frentes populares cooperó estrechamente con el Partido Comunista, oponiéndose al ingreso de los campesinos en la Guardia de Hierro. Sus apoyos fueron escasos fuera de Transilvania.
En 1944 el partido creció rápidamente tras el golpe de Estado real de agosto que depuso a Ion Antonescu, en parte de forma espontánea. Para entonces la organización se encontraba en gran parte bajo el control de los comunistas y servía como rama agraria del partido. Como el Partido Comunista (PCR) tenía poco más de mil miembros oficiales en 1944 se vio obligado a establecer una amplia coalición de organizaciones políticas, en la que se incluía la formación de Groza.

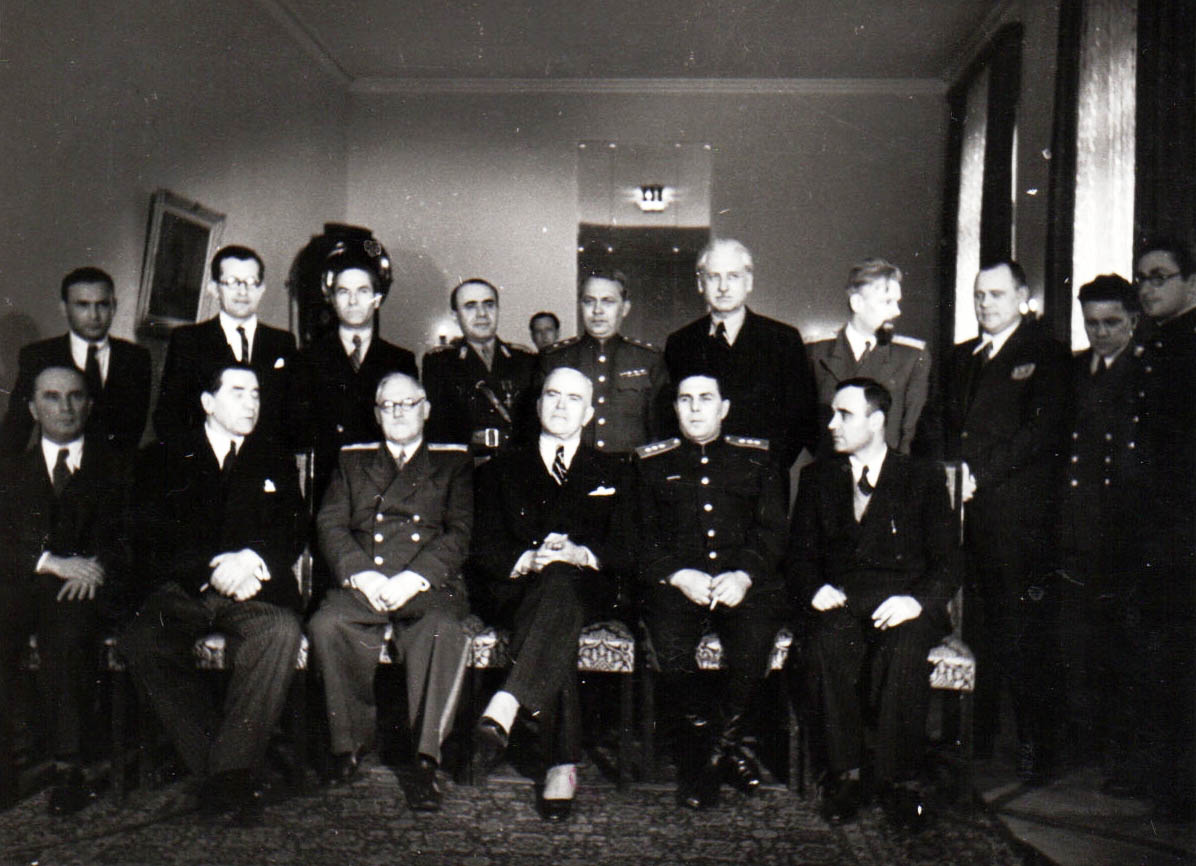
Groza, en el centro, junto al vicecomisario de exteriores Vyshinski (tercero por la izquierda, sentado) y otros miembros de la izquierda rumana, en marzo de 1945.

Esta coalición la formaron cuatro organizaciones: la Sociedad Rumana de Amistad con la Unión Soviética, la Unión de Patriotas, la Defensa Patriótica (un grupo paramilitar del PCR) y el Frente de Labradores de Groza, con mucho la de mayor respaldo entre el pueblo rumano. Desde su posición como el político principal de la mayor de las organizaciones del frente procomunista, Groza fue capaz de forjarse un puesto eminente dentro de la política rumana cuando el Frente de Labradores se unió al Partido Comunista para crear el Frente Democrático Nacional en octubre de 1944 (que también incluía al Partido Campesino Socialista de Mihai Ralea, la Unión Popular Húngara y, brevemente, los socialdemócratas y otros grupos menores). Groza fue propuesto por primera vez por el comunista  Lucrețiu Pătrășcanu para el puesto de primer ministro en octubre de 1944.

### Vice primer ministro y ascenso al poder
En diciembre se convirtió en vice primer ministro del nuevo gabinete de Nicolae Rădescu.
Su posición prominente dentro del Frente Democrático Nacional le dio la oportunidad de alcanzar la presidencia del gobierno en marzo de 1945, cuando el gobierno del general Nicolae Rădescu hubo de enfrentarse a la oposición de destacados comunistas como Ana Pauker y Gheorghe Gheorghiu-Dej, recién regresados de Moscú, que le acusaban tolerar a los  «simpatizantes fascistas». Con la ayuda de las autoridades soviéticas de ocupación, los comunistas movilizaron a los trabajadores en una serie de manifestaciones contra Rădescu, y hacia febrero se habían producido numerosas víctimas mortales al convertirse las manifestaciones en altercados violentos. Mientras los comunistas acusaban con escasa base al ejército de la muerte de civiles inocentes, Rădescu mermaba su propio respaldo popular al declarar que los comunistas eran «extranjeros sin Dios o nación». Tras una manifestación del FDN el 24 de febrero de 1945 que acabó con varios muertos al marchar los manifestantes hacia el Ministerio del Interior, Rădescu acusó a los dirigentes comunistas de los disturbios e hizo un llamamiento al Ejército para que le fuese fiel.
En respuesta al primer ministro, una delegación soviética, encabezada por el vicecomisario de Exteriores Andréi Vyshinski, llegó a Bucarest para obligar a dimitir a Rădescu e instalar a Groza como primer ministro el 6 de marzo de 1945. El rey, tras unos momentos de duda, accedió a las exigencias. Las unidades del Ejército rumano en la capital habían marchado al frente por orden soviética para evitar su posible uso contra el FDN.

## Los gabinetes Groza
Los Gobiernos encabezados por Groza se caracterizaron por la continua evolución hacia el dominio total del Partido Comunista de la política rumana, el control estatal de la economía y la inclusión del país en la órbita soviética.

### De marzo a diciembre de 1945: sin reconocimiento occidental

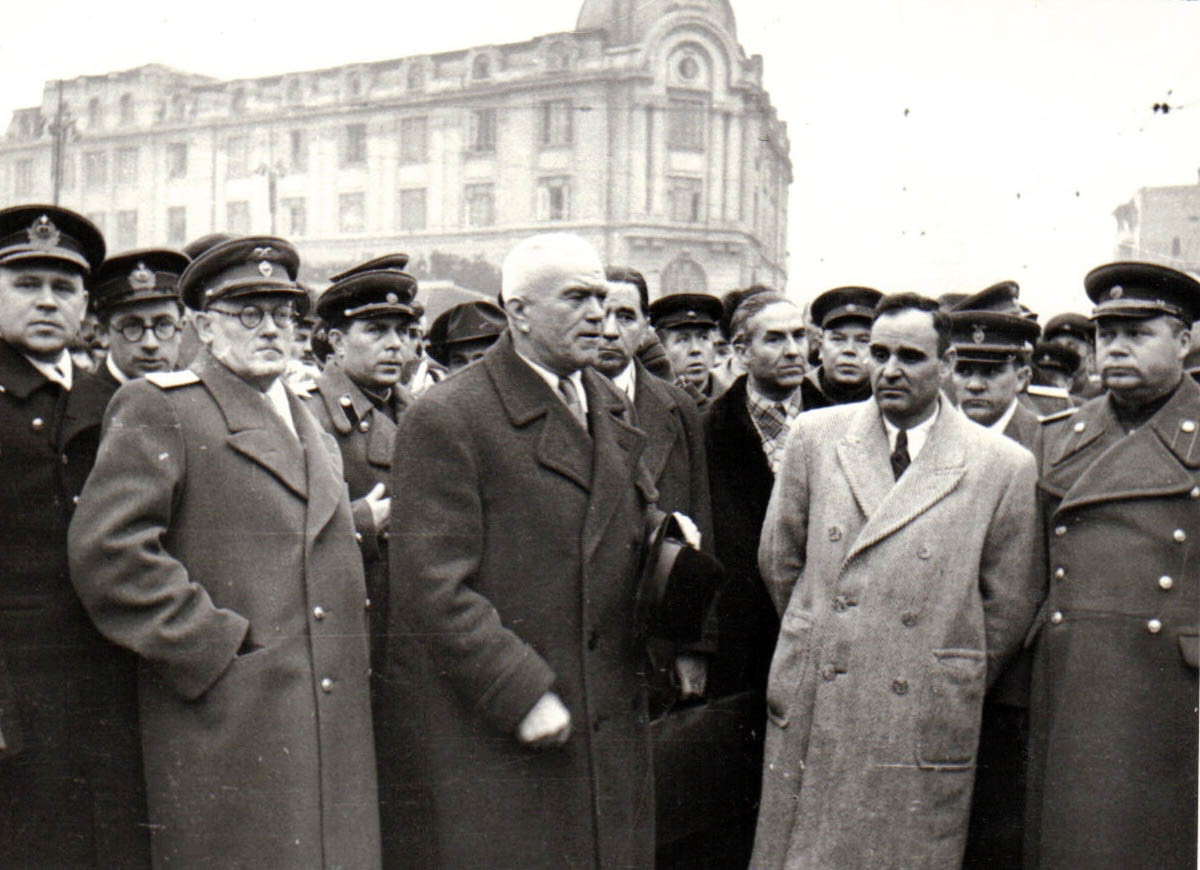
Groza, entre el vicecomisario de exteriores soviético Vyshinski (con gafas) y el dirigente comunista Gheorghiu-Dej (con abrigo claro), a su regreso de las celebraciones por la recuperación del norte de Transilvania, marzo de 1945.

Habiendo alcanzado el poder gracias a la intervención soviética, sin gran apoyo popular, afrontando la actitud hostil a comunistas y soviéticos de los partidos tradicionales y una situación económica de posguerra, Groza se apoyó en los soviéticos y adoptó medidas cada vez más autoritarias para mantenerse en el gobierno.
A los pocos días de convertirse en primer ministro, Groza consiguió su primer gran éxito. El 10 de marzo de 1945, la Unión Soviética accedió a entregar el norte de Transilvania, más de 45 000 km² de territorio que había sido adjudicado a Hungría por el Segundo arbitraje de Viena en agosto de 1940. Groza prometió respetar los derechos de cada grupo étnico en el territorio recién recuperado (refiriéndose principalmente a la minoría húngara), mientras que Stalin declaró que el Gobierno anterior de Rădescu había permitido tal grado de sabotaje y terrorismo en la región que habría sido imposible entregar el territorio a los rumanos anteriormente. Sólo después de garantizar Groza los derechos de las minorías el Gobierno soviético decidió conceder la petición de las autoridades rumanas. La adquisición de este territorio, cuya población rumana alcanzaba cerca del 58 % en 1945, fue celebrada como un gran logro del gabinete de Groza apenas nombrado.
Durante el primer mes de su gobierno, Groza trató de cerrar Romania Nouă, popular diario publicado por editores cercanos a Iuliu Maniu, dirigente del Partido Nacional Campesino, que estaba en rotundo desacuerdo con las reformas de Groza. En el mismo periodo, clausuró más de nueve periódicos de provincias y una serie de publicaciones periódicas que, según declaró, eran producto de aquellos, «que sirvieron al fascismo y al hitlerismo».

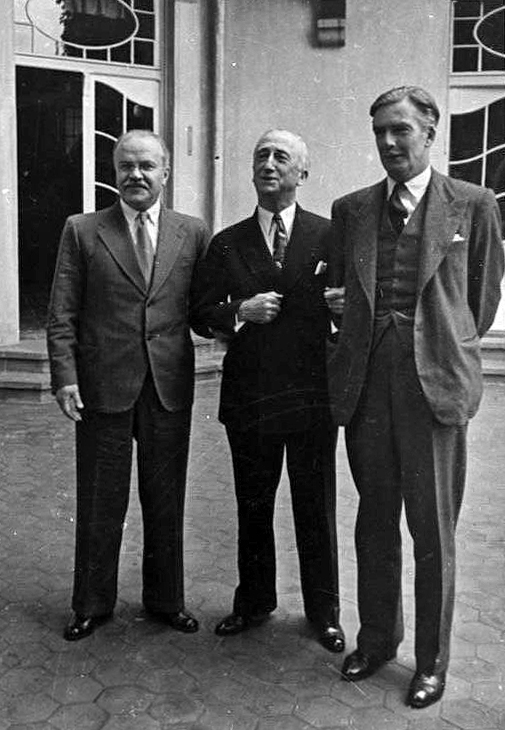
Los ministros de Exteriores de las grandes potencias en la Conferencia de Potsdam, que no logró resolver las diferencias entre ellas. De izquierda a derecha: Vyacheslav Molotov (URSS, James F. Byrnes (EE. UU. y Anthony Eden (Gran Bretaña).

La Conferencia de Potsdam de finales de julio de 1945 apenas obtuvo acuerdos entre las potencias. El propio Stalin llegó a declarar sobre los Gobiernos del este europeo: «Un gobierno elegido democráticamente en cualquiera de estos países sería antisoviético y eso no lo podemos permitir». Como la declaración final de la conferencia exigía la instauración de Gobiernos democráticos antes de que las potencias firmasen la paz con los países que habían combatido con el Eje, el rey Miguel la aprovechó para solicitar la dimisión de Groza y su reemplazo por otro consejo de ministros aceptable a los Estados Unidos y Gran Bretaña. Los soviéticos, entendiendo que la petición del rey era una maniobra estadounidense, se negaron en redondo. Groza viajó a Moscú donde recibió pleno respaldo. El rey se negó entonces a firmar los decretos gubernamentales y se creó una crisis que moderó temporalmente las acciones del Gobierno durante el otoño. La conferencia de Londres (11 de septiembre de 1945-3 de octubre de 1945) no logró resolver el enfrentamiento. Los norteamericanos afirmaban no alentar movimientos opuestos a los soviéticos, proclamaban la importancia de que la URSS gozase de países vecinos afines pero, a la vez, exigían elecciones libres y apoyaban en la práctica a estos grupos.
A pesar de las quejas de las potencias occidentales, la representación comunista dentro del Gobierno de Groza era en realidad bastante menor que la de los partidos tradicionales rumanos. Las principales figuras del Partido Comunista Rumano, Ana Pauker y Gheorghiu-Dej, abogaban por mantener la apariencia de un Gobierno de coalición y utilizarlo como medio del Partido Comunista para ganarse la confianza de las masas, ya que el apoyo a su doctrina en el período inmediatamente posterior a la guerra era todavía relativamente débil entre la población, contándose únicamente un millar de militantes en el partido a comienzos de 1945. Por esta razón, las principales figuras comunistas no tenían cargos oficiales dentro del gobierno de Groza y en su lugar esperaban que este promulgase las reformas deseadas por el partido comunista. Mediante la identificación del partido con los logros del Gobierno Pauker y Gheorghiu Dej esperaban aumentar el respaldo al mismo y sentar las bases de un régimen más abiertamente comunista a partir de 1952. Groza, mientras, mantuvo la ilusión de un Gobierno de coalición, nombrando miembros de diversas organizaciones políticas para ocupar puestos en su gabinete y expresando los objetivos inmediatos de su gabinete en términos generales, no ideológicos. Así, en un consejo de ministros el 7 de marzo de 1945, por ejemplo, indicó que el Gobierno trataría de garantizar la seguridad y el orden entre la población, poner en marcha la ansiada reforma agraria y centrarse en la «limpieza rápida» de la burocracia estatal, el inmediato enjuiciamiento de los criminales de guerra y de los responsables de tales crímenes cometidos durante la guerra por el Gobierno fascista de Ion Antonescu.
Groza siguió mejorando la imagen de su propio gobierno, a la vez que reforzaba la posición del Partido Comunista, mediante una serie de reformas políticas. Eliminó todos los elementos opositores del funcionariado gubernamental y en el territorio recién adquirido de Transilvania destituyó a tres prefectos municipales, incluido el de la capital de la región, Cluj. Los prefectos se sustituyeron inmediatamente por funcionarios gubernamentales designados directamente por Groza, a fin de fortalecer los elementos leales al gabinete en los gobiernos locales de la región. Groza también prometió una serie de medidas de reforma agraria para beneficiar al personal militar por las que se confiscarían y redistribuirían todas las propiedades de más de ciento veinticinco acres además de todos los bienes de los traidores, los terratenientes absentistas y todos los que hubiesen colaborado con el Gobierno rumano durante la guerra, con los ocupantes húngaros durante los regímenes de  Miklós Horthy y Ferenc Szálasi o con la Alemania nazi.
El 8 de noviembre de 1945, una manifestación de celebración del cumpleaños del rey, utilizada por la oposición con fines políticos, fue disuelta violentamente por partidarios del Gobierno y tropas afines.
En la conferencia de Moscú (16 de diciembre de 1945-26 de diciembre de 1945) pareció que la crisis se resolvería: las potencias decidieron reconocer al Gobierno una vez que se cumpliesen ciertas condiciones. Estas incluían el cambio del consejo de ministros para incluir ministros de los partidos tradicionales, la pronta convocatoria de elecciones libres y la aplicación de la libertad de prensa, asociación, expresión y religión. La supervisión del cumplimiento de estas condiciones quedaba en manos de una comisión tripartita de las potencias.

### De enero a noviembre de 1946: tregua pasajera
Dos ministros, uno liberal y el otro nacional-campesino, ingresaron en el Gobierno, aunque no se logró un verdadero entendimiento entre las partes. Groza se comprometió a celebrar elecciones a la mayor brevedad y a respetar los derechos civiles y los Estados Unidos finalmente reconocieron su Gobierno el 4 de febrero de 1946, entendiendo que se comprometía a aplicar lo acordado en Moscú en diciembre.
Se produjo un relajamiento de la tensión política en el país que permitió a la oposición una mayor expresión, que fue efímero y ya en la primavera el Gobierno volvió a emplear la censura, los arrestos y la intimidación contra sus adversarios políticos, que las potencias occidentales criticaron, protestando por el continuo retraso de las elecciones.
Durante la primavera y el verano, el Gobierno minó el poder de la oposición y reforzó su coalición: el Partido Socialdemócrata se dividió ante la posibilidad de presentarse junto a los comunistas, pero los partidarios de estos lograron el control del partido. Los liberales disidentes de Gheorghe Tătărescu aceptaron presentarse junto a los comunistas. En julio se abolió el Senado y se concedió el voto a las mujeres pero se introdujeron también ciertas medidas que facilitaban la manipulación de las elecciones.
Finalmente se celebraron las elecciones el 19 de noviembre de 1946. A pesar de que el Frente de Labriegos se había unido a una coalición que no había logrado la mayoría en la Gran Asamblea Nacional, las elecciones amañadas permitieron que Groza se mantuviera como primer ministro, incluso tras las protestas de los Estados Unidos y el Reino Unido, que creían que, según los acuerdos alcanzados en la Conferencia de Yalta de 1945, sólo «las autoridades provisionales ampliamente representativas de la población» debían recibir el apoyo de las grandes potencias. Como consecuencia, el gabinete de Groza se enemistó permanentemente con los Estados Unidos y Gran Bretaña, que apoyaron nominalmente a las menguantes fuerzas monárquicas agrupadas alrededor del rey Miguel. Las elecciones de 1946 supusieron el último intento de las potencias occidentales de resolver la crisis política en Rumanía.

### De diciembre de 1946 a diciembre de 1947: aplastamiento de la oposición
Los partidos de oposición no aceptaron los resultados y en una declaración conjunta el 25 de noviembre de 1946 enumeraron las irregularidades en las votaciones y expresaron su oposición al Gobierno. Decidieron no ocupar sus escaños en el nuevo Parlamento y las potencias occidentales mostraron su rechazo al proceso electoral. El tratado de paz, firmado el 10 de febrero de 1947, en el que se exigía a Rumanía el respeto de los derechos humanos y las libertades individuales, no cambió la situación.

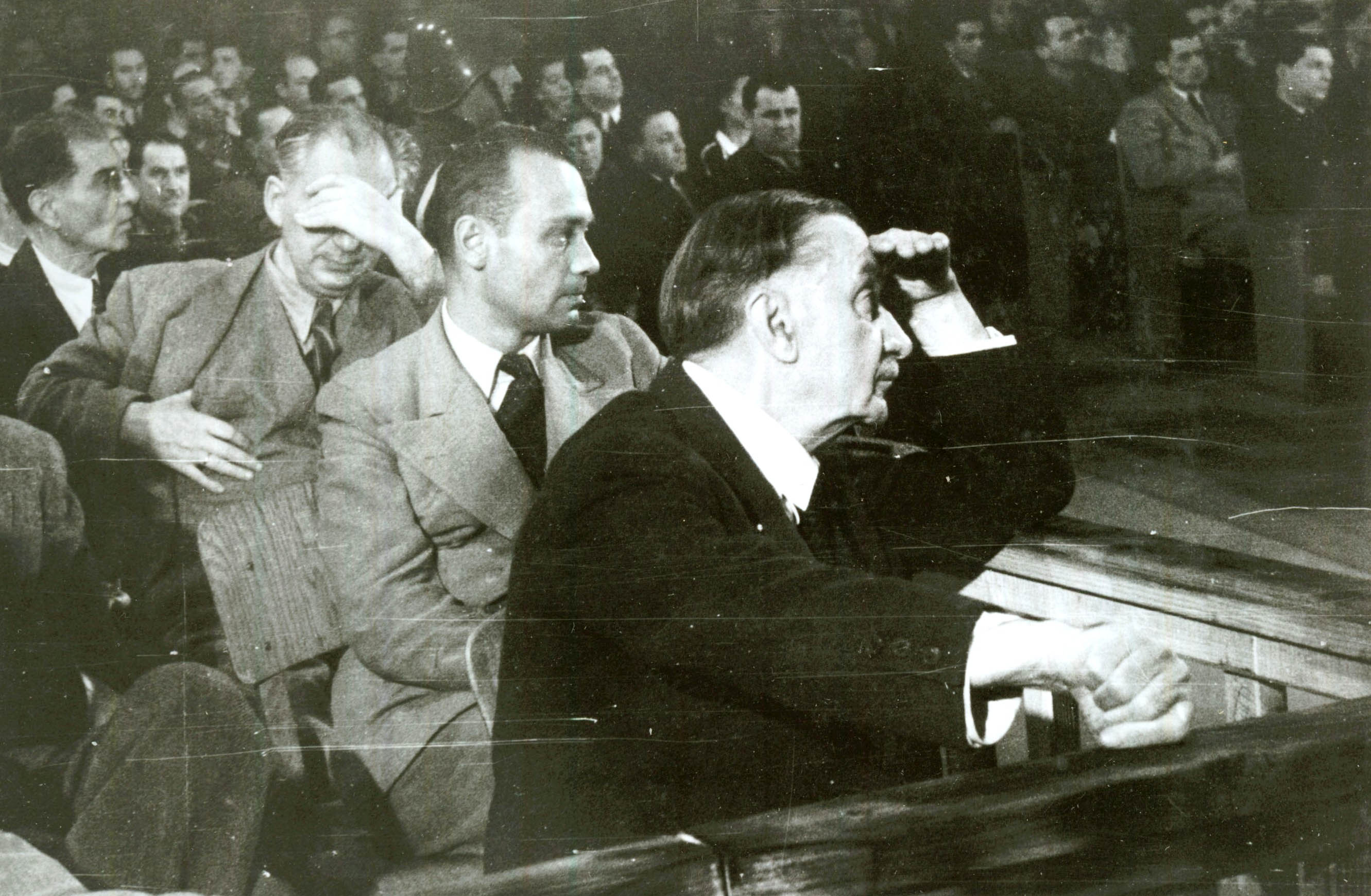
Iuliu Maniu, principal figura de la oposición, durante su juicio en noviembre de 1947.

Groza pronto continuó la represión mediante la limitación del número de partidos políticos permitidos dentro del Estado. En la primavera de 1947, se desencadenó otra ola de represión de la oposición que incluyó una serie de arrestos nocturnos de dirigentes opositores, sin justificación legal.

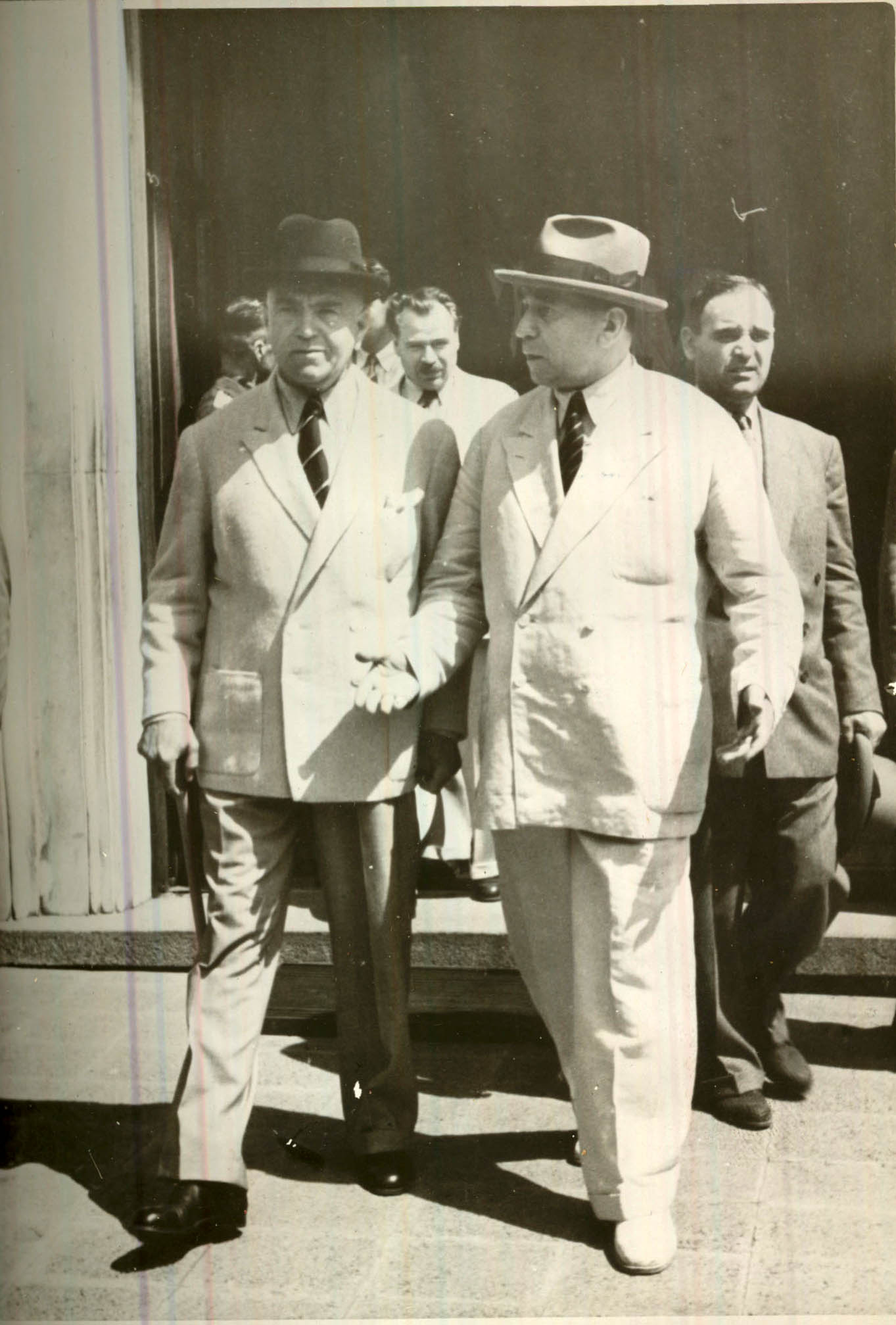
Groza, izquierda, junto a Gheorghe Tătărescu, ministro de Exteriores de su Gobierno, en julio de 1947, poco antes de ser expulsado del Gobierno en la campaña de Groza contra la oposición.

Aunque Groza había prometido purgar solo a individuos de la función pública y del cuerpo diplomático inmediatamente después de asumir el poder, en junio de 1947 comenzó a perseguir a organizaciones políticas enteras, como tras el caso Tămădău (julio de 1947), cuando ordenó el arresto de los principales miembros del Partido Nacional Campesino y logró la condena de Maniu a cadena perpetua «por delitos políticos contra el pueblo rumano» (noviembre). En agosto de ese año, tanto el Partido Nacional Campesino como el Partido Nacional Liberal habían sido disueltos y en 1948, la coalición de Gobierno unió al Partido Rumano de los Trabajadores (unión forzada de comunistas y socialdemócratas) y la Unión Popular Húngara lo que redujo aún más la oposición política dentro del Estado. Durante el juicio a Maniu, la prensa favorable al Gobierno comenzó una campaña contra Tătărescu, que había osado publicar un memorándum crítico con el Gobierno en junio. La prensa le acusó correctamente de dar asilo en el Ministerio de Exteriores a opositores al ejecutivo y hubo de despedir a ciertos empleados del ministerio en septiembre; él mismo fue expulsado junto con sus colegas liberales del gabinete el 5 de noviembre de 1947, momento en que sus carteras pasaron a destacados dirigentes comunistas.
En el otoño se anunciaron planes para unir el Partido Socialdemócrata con el Comunista, aunque la absorción no se llevó a cabo hasta la primavera de 1948. La mayoría de los socialdemócratas se opusieron en vano a la unión y algunos pasaron a la formación disidente que había formado anteriormente Constantin Titel Petrescu.
Durante su mandato como primer ministro, Groza también se enfrentó con las fuerzas monárquicas restantes agrupadas alrededor del rey Miguel. Los dos mantuvieron tensas relaciones durante los años siguientes al intento del monarca de sustituirle tras la Conferencia de Potsdam, sosteniendo Groza y el rey posturas diferentes sobre la persecución de criminales de guerra y sobre la concesión de la ciudadanía rumana honoraria a Stalin en agosto de 1947. Finalmente, en diciembre de 1947, Gheorghiu-Dej y Groza presionaron al rey para que abdicase, abolieron la monarquía y proclamaron la «República Popular» (30 de diciembre de 1947).

### La república popular (1948-1952)
En febrero de 1948, se creó la Unión de Trabajadores, teórica fusión del Partido Socialdemócrata y del Comunista; en realidad, el primero se integró en el segundo.
A comienzos de mayo, Titel Petrescu, cabeza de los opositores socialdemócratas que no habían sido absorbidos por el Partido Comunista, fue arrestado y permaneció en prisión sin juicio.
En 1948 se promulgó una nueva Constitución, similar a otras del bloque soviético. Se creó un nuevo Frente Popular Democrático, que incluyó esta vez a la Unión Popular Húngara, bajo control comunista. Esta coalición ganó unas nuevas elecciones en marzo de 1948 y la nueva asamblea aprobó la nueva Constitución.
En 1948 y 1949, se llevaron a cabo una serie de juicios públicos de supuestos opositores que incluyeron industriales, oficiales del Ejército, estudiantes, miembros del clero y sionistas. Se abandonó toda apariencia de colaboración con los partidos burgueses y se amplió el control de la Administración pública. En 1949 se definió explícitamente la república como una dictadura del proletariado.

### Situación económica
Rumanía pasó por dos periodos económicos tras el fin de la guerra. De 1945 a 1947, hubo una seria crisis, debida tanto a los cambios económicos impulsados por los Gobiernos de Groza y como a los efectos de la guerra y a la dura sequía de 1945 y 1946. A partir de 1948, tuvo lugar una cierta recuperación, aunque fue más lenta que en otros países de Europa oriental.
En la primavera de 1947, se desató una hambruna por las malas cosechas, las entregas de cereales a la URSS y la falta de existencias, que requirió la ayuda internacional.
El comercio internacional del país se redujo drásticamente, dirigiéndose principalmente a los países de la órbita soviética. Se produjo asimismo una gran inflación.
En junio de 1948 se nacionalizaron las principales industrias, con justificación política. En abril de 1949 se nacionalizaron empresas menores, como farmacias y laboratorios.

## Legado
Tras el relevo de Groza por Gheorghiu-Dej en 1952, se mantuvo como jefe del Estado durante seis años, hasta 1958, cuando murió por complicaciones tras una operación de estómago. Aunque nunca fue miembro del Partido Comunista, Groza permitió la paulatina introducción de un régimen comunista en el país. Aparentando una cierta independencia de los soviéticos y de los dirigentes del Partido Comunista, Groza permitió a este conseguir un mayor apoyo y, a través de su represión de los medios de comunicación y de las organizaciones políticas, limitó toda forma de oposición o disidencia dentro del Estado. Después de expulsar al rey y proclamar la «República Popular», Groza sirvió para facilitar la transición hacia el régimen comunista que se implantó definitivamente bajo Gheorghiu-Dej.
La ciudad minera de Ștei recibió el nuevo nombre de Dr. Petru Groza en su honor, nombre que mantuvo hasta después de la Revolución rumana de 1989.